# Craigmoreviaduct
Het Craigmoreviaduct (Iers: an Tarbhealach Craig Mór, oftewel de grote rots trans-weg) is een spoorbrug in de Noord-Ierse County Armagh nabij het dorp Bessbrook. De brug staat lokaal bekend als 18 Arches (18 bogen) en ligt vlak bij Station Newry. De Spoorlijn Dublin - Belfast overspant met de brug de vallei van de Camlough. 

## Geschiedenis
De spoorbrug is ontworpen door de Ierse civiel ingenieur John Benjamin Macneill. De bouw startte in 1849 voor de Dublin and Belfast Junction Railway, een spoorlijn geopend tussen 1849 en 1853 met een Ierse spoorwijdte van 1600 mm. De brug werd officieel geopend in 1852. Het viaduct bestaat uit achttien bogen met een overspanning van ongeveer 18 meter (60 feet), waarbij de hoogste 38 meter (126 feet) boven de grond staat. Hiermee is het viaduct het hoogste viaduct van Ierland. De brug heeft een lengte van 402 meter en is opgebouwd uit granietblokken uit de steengroeve Goraghwood.

### The Troubles
Op 2 maart 1989, tijdens The Troubles, werd de brug beschadigd door een bom van de PIRA, slechts vier minuten voor een passagierstrein van Dublin naar Newry zou passeren. Herstel was nodig en de spoorlijn was gesloten tot 8 maart 1989.

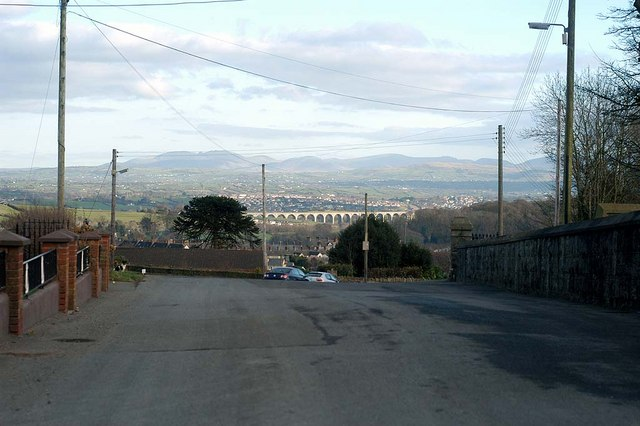
Craigmore Viaduct met de Mourne Mountains op de achtergrond
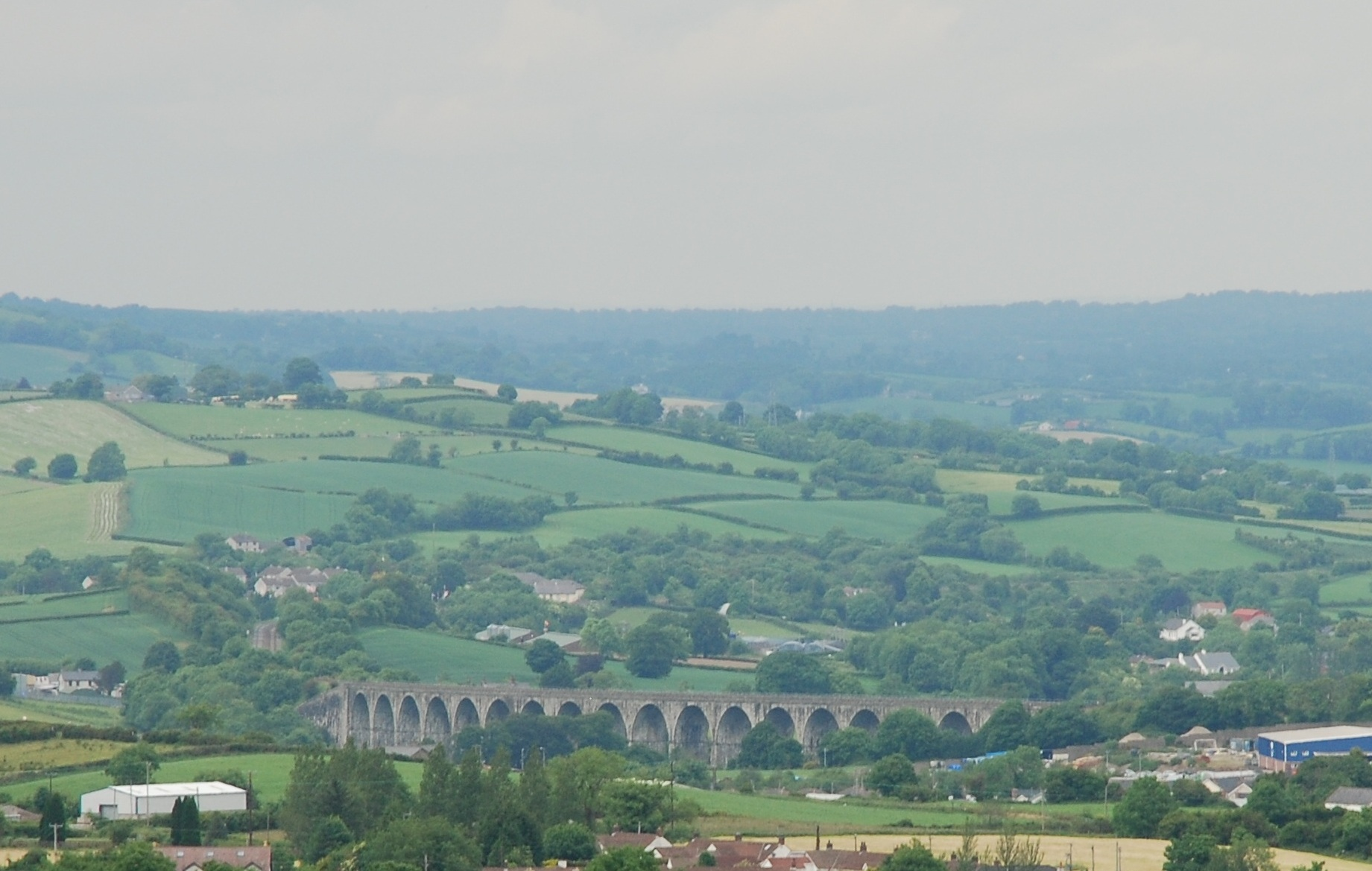
Craigmore Viaduct vanaf het Bernish Viewpoint in Newry